# Rhynchospora nervosa
Rhynchospora nervosa är en halvgräsart som först beskrevs av Vahl, och fick sitt nu gällande namn av Johann Otto Boeckeler. Rhynchospora nervosa ingår i släktet småag, och familjen halvgräs.

## Underarter
Arten delas in i följande underarter:
- R. n. ciliata
- R. n. nervosa